# 46053 Davidpatterson
46053 Davidpatterson è un asteroide della fascia principale. Scoperto nel 2001, presenta un'orbita caratterizzata da un semiasse maggiore pari a 2,1353107 UA e da un'eccentricità di 0,0874610, inclinata di 3,82719° rispetto all'eclittica.